# The Alarm Clocks
The Alarm Clocks è un gruppo musicale garage rock fondato nel 1965.

## Storia
Nei primi anni sessanta il chitarrista Bruce Boehm, il batterista Tim Douglas e il bassista Jeff Suveges, all'epoca adolescenti, formarono il gruppo "The Perceptions" con il quale registrarono alcuni brani in modo amatoriale nel seminterrato di casa di uno di loro. Boehm lasciò presto il gruppo e, dopo un breve periodo in una band chiamata "Night People", formò a Parma, in Ohio, gli Alarm Clocks, con il batterista Bill Schwark e lo stesso Pierce.
Nel 1966 riuscirono a registrare in uno studio due brani, "Yeah!" e "No Reason to Complain" che vennero autopubblicati come singolo dalla loro etichetta, denominata Awake Records, e un mese dopo registrarono in una sola sessione, una demo in uno studio professionale, il Sound Ideas Recording Studios. Il gruppo si sciolse nel 1967 quando il chitarrista Boehm lasciò la band per lavorare su un mercantile navale. Boehm avrebbe voluto riformare il gruppo quando poco dopo ritornò a casa ma venne arruolato e prestò servizio per 14 mesi in Vietnam. Quando tornò dalla guerra gli altri ex membri del gruppo avevano già riformato un altro gruppo, The Damnation of Adam Blessing. Nonostante la breve carriera, il singolo riscosse nel tempo un certo successo fra gli appassionati collezionisti di garage band diventando un oggetto molto ricercato. Entrambi i brani del singolo comparvero nel 1983 nella compilation Back from the Grave della Crypt Records e questo portò a una riscoperta della band.
I due brani del singolo, insieme al demo tape della loro esibizione dal vivo, oltre a tre brani della precedente band di Boehm, The Perceptions, costituirono l'album Yeah!, che fu pubblicato da Norton Records nel 2000.
Il gruppo si riformò nel 2006 con tutti i membri originali e un quarto nuovo membro, il chitarrista Tom Fallon, e tenne dei concerti in alcuni festival; lo stesso anno venne registrato in due giorni un nuovo album nello studio casalingo di Freddy Fortune nel Michigan e venne pubblicato dalla Norton Records con il titolo The Time Has Come.

## Influenza culturale
Il comico Patton Oswalt ha reso omaggio alla band nominando il suo speciale trasmesso da Comedy Central nel 2004 con il titolo del loro brano No Reason to Complain e presentando brani del gruppo come introduzione musicale dello spettacolo.

## Discografia

### Album in studio
- 2000 - Yeah!
- 2006 - The Time Has Come

### Singoli
- 1965 - Yeah!/No Reason to Complain

## Formazione
- Mike Pierce: basso e voce
- Bruce Boehm: chitarra
- Bill Schwark: batteria